# Spartacus RUFC
Spartacus RUFC (Spartacus Rugby Union Football Club) är en svensk rugbyklubb som bildades 1968. Klubben finns på Lexby idrottsplats i Lexby i Partille strax utanför Göteborg. 
Under tränaren Jonas Ahl nådde Spartacus rugbyns högstadivision Allsvenskan.
Spartacus har herrlag, damlag och ungdomslag.